# Sugammadex
Le sugammadex est un agent décurarisant utilisé pour l'antagonisation des effets myorelaxants du rocuronium et du vécuronium au cours de l'anesthésie générale.
Il s'agit d'une gamma-cyclodextrine avec un cœur lipophile et une couronne hydrophile. La structure de cette gamma-cyclodextrine a été modifiée par l'adjonction de groupes carboxyl-thioéther sur chaque sixième carbone. En étendant la surface de la capsule, ces groupes chargés négativement permettent une meilleure encapsulation de la molécule de rocuronium par liaison aux groupes ammonium chargés positivement. La molécule de rocuronium, stéroïde modifié, devient alors incapable de se lier au récepteur de l'acétylcholine de la plaque motrice. La liaison sugammadex-rocuronium est très forte.

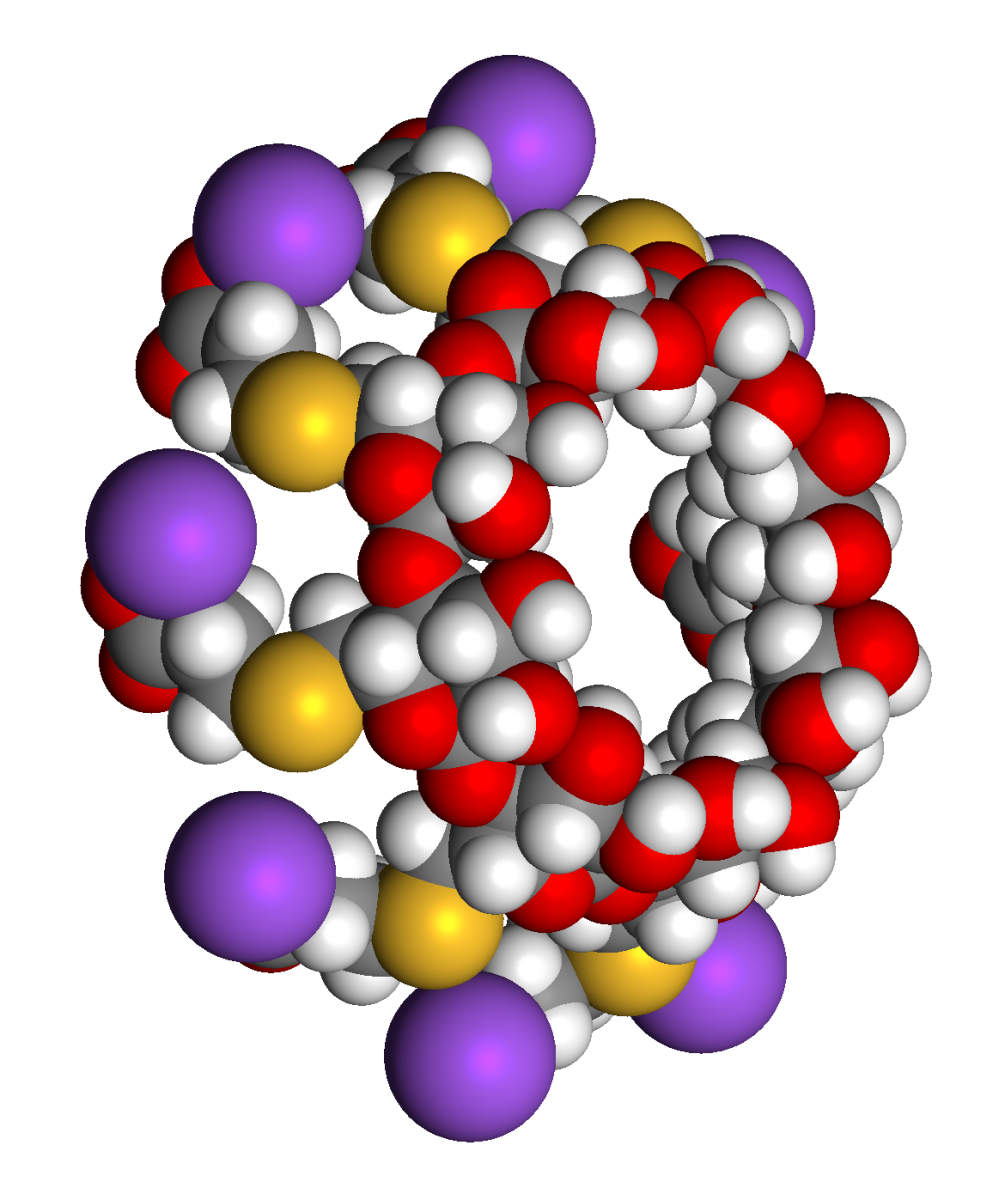
Modélisation tridimensionnelle de la molécule de sugammadex.

Le Sugammadex est une molécule qui fut découverte en Écosse par le site de recherche de Newhouse. Les scientifiques qui découvrirent le sugammadex travaillaient alors pour l’entreprise pharmaceutique Organon. Organon fut ensuite acquise par Schering-Plough en 2007. Deux ans plus tard, en 2009, Schering-Plough fusionna avec Merck. Le Sugammadex est aujourd’hui commercialisé par Merck.
Le mode d'action du sugammadex lui confère plusieurs avantages par rapport aux antagonistes habituels. Il permet la levée du bloc neuromusculaire induit par le rocuronium et le vécuronium sans inhiber l'acétylcholinestérase, évitant ainsi les effets indésirables de la néostigmine (bradycardie, extrasystoles, bronchoconstriction) et la nécessité de coadministrer des vagolytiques comme l'atropine. Un autre avantage est la possibilité de lever rapidement la curarisation après l'administration d'une forte dose de rocuronium, ouvrant le champ à l'utilisation du rocuronium comme alternative à la succinylcholine dans les situations où une curarisation rapide et courte est nécessaire. Une étude clinique multicentrique réalisée en Europe a été concluante de ce point de vue.
Le sugammadex est également capable de lever l'effet d'autres curares non dépolarisants de la famille des aminostéroïdes (vécuronium et pancuronium). Bien que l'affinité du sugammadex pour le vécuronium soit inférieure à celle pour le rocuronium, le pouvoir antagoniste du sugammadex persiste car, le vécuronium étant sept fois plus puissant que le rocuronium, moins de molécules de vécuronium sont présentes in vivo pour induire une paralysie neuromusculaire identique. Le bloc au pancuronium a été levé avec succès par le sugammadex dans des essais cliniques de phase III.
L'entreprise Schering-Plough est dépositaire du brevet. La commercialisation du sugammadex est toujours en attente d'autorisation aux États-Unis, la FDA l'ayant rejetée en août 2008. Elle a été autorisée dans l'Union européenne le 29 juillet 2008 et débutée en septembre 2008 en Suède sous le nom commercial Bridion.
Le Sugammadex est utilisé afin de neutraliser les blocages neuromusculaires causés par l’administration de vecuronium ou de rocuronium lors d’anesthésies générales. Pour neutraliser un blocage superficiel ou moyen, une injection de 2 mg/kg est suffisante. Lors d’un blocage plus important, une injection de 4 mg/kg est nécessaire. Pour amorcer une neutralisation immédiate trois minutes après l’administration de maximum 1,2 mg/kg de rocuronium, un dosage de 1 6 mg/kg de sugammadex est appliqué. Il est important de noter que toutes les administrations sont faites par une simple injection bolus rapide et doivent être directement injectées dans une veine ou par voie intraveineuse (IV). Aucun ajustement n’est nécessaire lorsque le patient est âgé de plus de 65 ans, est obèse ou est d’un autre sexe. 